# Tonalpohualli

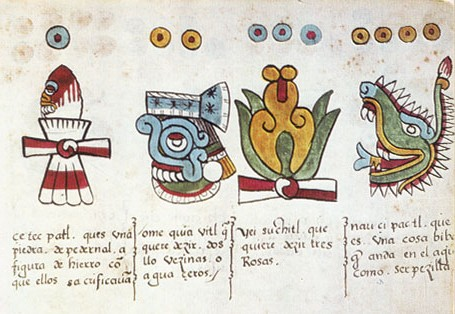
Verso da página 11 do códice Magliabechiano, mostrando quatro símbolos dos dias do tonalpohualli: (Se = um) Faca [tecpatl], (Ome = dois) Chuva [quiahuitl], (Yei = três) Flor [xochitl], e (Nahui = quatro) Caimão/Crocodilo (cipactli), com descrições em espanhol. Note o quanto o símbolo Chuva se assemelha a Tlaloc, o deus asteca da chuva e da fertilidade.

O tonalpohualli, termo nauatle que significa "contagem dos dias", é um período sagrado de 260 dias (muitas vezes chamado um ano) em uso na Mesoamérica pré-colombiana, especialmente entre os astecas. Este período calendárico não é nem solar nem lunar, consistindo antes de 20 trezenas, ou períodos de 13 dias. Cada trezena é dedicada e encontra-se sob os auspícios de uma deidade diferente.
Em parte devido à grande antiguidade do tonalpohualli, a sua origem não é conhecida. Várias teorias têm sido avançadas sobre este período calendárico único: que representa um ciclo de Vénus, que representa o período da gestação humana, ou que representa o número de dias em que o sol não atinge o zénite entre 12 de Agosto e 30 de Abril nas terras baixas tropicais. Por outro lado, alguns estudiosos, incluindo J. E. S. Thompson, sugerem que o tonalpohualli não estava baseado em qualquer fenómeno natural mas antes nos numerais 13 e 20, ambos considerados importantes na Mesoamérica.
O outro principal calendário asteca, o xiuhpohualli, é um calendário solar, baseado em 18 meses de 20 dias. Um xiuhpohualli era designado com o nome do seu primeiro dia tonalpohualli. Por exemplo, Hernán Cortés encontrou-se com Moctezuma II no dia 8 Vento no ano 1 Cana (ou 8 de Novembro de 1519 no calendário juliano).
O xiuhpohualli e o tonalpohualli coincidiam a cada período de 52 anos. O "ano" 1 Cana era o 13º nesse ciclo de 52 anos.

## Sinais dos dias
| Nome do dia   | Significado   | Deidade associada                             | Ponto cardeal | Símbolo no Códice Laud |
| ------------- | ------------- | --------------------------------------------- | ------------- | ---------------------- |
| Cipactli      | Caimão        | Tonacatecuhtli Senhor de Nosso Sustento       | Este          |                        |
| Ehecatl       | Vento         | Quetzalcoatl Serpente Emplumada               | Norte         |                        |
| Calli         | Casa          | Tepeyollotl Coração da Montanha               | Oeste         |                        |
| Cuetzpallin   | Lagartixa     | Huehuecoyotl Coiote velhíssimo                | Sul           |                        |
| Coatl         | Serpente      | Chalchiuhtlicue Senhora da Saia de Verde Jade | Este          |                        |
| Miquiztli     | Caveira       | Tecciztecatl O do Caracol Marinho             | Norte         |                        |
| Mazatl        | Veado         | Tlaloc O que faz brotar as coisas             | Oeste         |                        |
| Tochtli       | Coelho        | Mayahuel A da planta de maguey                | Sul           |                        |
| Atl           | Água          | Xiuhtecuhtli Senhor do Ano                    | Este          |                        |
| Itzcuintli    | Cão           | Mictlantecuhtli Senhor de Mictlan             | Norte         |                        |
| Ozomatli      | Macaco        | Xochipilli Príncipe Flor                      | Oeste         |                        |
| Malinalli     | Erva          | Patecatl Na Terra dos Remédios                | Sul           |                        |
| Acatl         | Cana          | Tezcatlipoca Espelho Fumegante                | Este          |                        |
| Ocelotl       | Ocelote       | Tlazolteotl Devoradora da Sujidade            | Norte         |                        |
| Cuauhtli      | Águia         | Xipe Totec Nosso Senhor Esfolado              | Oeste         |                        |
| Cozcacuauhtli | Abutre        | Itzapapalotl Borboleta de Obsidiana           | Sul           |                        |
| Ollin         | Terramoto     | Xolotl Duplo                                  | Este          |                        |
| Tecpatl       | Faca de sílex | Chalchiuhtotolin Tezcatlipoca encoberto       | Norte         |                        |
| Quiahuitl     | Chuva         | Tonatiuh O que vai irradiando                 | Oeste         |                        |
| Xochitl       | Flor          | Xochiquetzal Flor da Pluma Rica               | Sul           |                        |